# Gran Premi de la indústria i l'artesanat de Larciano 2022
El Gran Premi de la Indústria i l'Artesanat de Larciano 2022 va ser la 44a edició del Gran Premi de la Indústria i l'Artesanat de Larciano, una cursa ciclista d'un dia que es disputà el 27 de març 2022. La cursa formava part del calendari de l'UCI ProSeries 2022 amb una categoria 1.Pro.
El vencedor fou l'italià Diego Ulissi (UAE Team Emirates), que s'imposà a l'esprint a Alessandro Fedeli (Itàlia) i Xandro Meurisse (Alpecin-Fenix) segon i tercer respectivament.

## Equips
L'organització convidà a 21 equips a prendre part en aquesta cursa.
| WorldTeams (4)- Astana Qazaqstan Team - Bora-Hansgrohe - Trek-Segafredo - UAE Team Emirates ProTeams (8)- Alpecin-Fenix - Bardiani-CSF-Faizanè - Bingoal Pauwels Sauces WB - Drone Hopper-Androni Giocattoli - Eolo-Kometa - Equipo Kern Pharma - Human Powered Health - Arkéa-Samsic Equips continentals (8)- Beltrami TSA Tre Colli - 2022 Biesse-Ca - General Store-Essegibi-F.lli Curia - Giotti Victoria-Savini Due - MG.K Vis Colors For Peace VPM - Team Corratec - Team Qhubeka - Work Service-Vitalcare-Dynatek Equip nacional- Itàlia |
| |

## Classificació final
| \| Classificació general \| Classificació general \| Classificació general \| Classificació general \| Classificació general \| \| Corredor \| Corredor \| Equip \| Temps \| \| \| --------------------- \| --------------------- \| ------------------------------- \| --------------------- \| --------------------- \| \| 1r \| Diego Ulissi \| UAE Team Emirates \| 4h 31' 10" \| \| \| 2n \| Alessandro Fedeli \| Itàlia \| + 0" \| \| \| 3r \| Xandro Meurisse \| Alpecin-Fenix \| + 0" \| \| \| 4t \| Natnael Tesfatsion \| Drone Hopper-Androni Giocattoli \| + 0" \| \| \| 5è \| Andrea Vendrame \| Itàlia \| + 0" \| \| \| 6è \| Maxime Bouet \| Arkéa-Samsic \| + 0" \| \| \| 7è \| Tony Gallopin \| Trek-Segafredo \| + 0" \| \| \| 8è \| Antonio Tiberi \| Trek-Segafredo \| + 0" \| \| \| 9è \| Marc Hirschi \| UAE Team Emirates \| + 0" \| \| \| 10è \| Alessandro Verre \| Arkéa-Samsic \| + 0" \| \| |                    |                                 |            |
| |                    |                                 |            |
| Font: ProCyclingStats |                    |                                 |            |
| Classificació general |                    |                                 |            |
| Corredor | Corredor           | Equip                           | Temps      |
| 1r | Diego Ulissi       | UAE Team Emirates               | 4h 31' 10" |
| 2n | Alessandro Fedeli  | Itàlia                          | + 0"       |
| 3r | Xandro Meurisse    | Alpecin-Fenix                   | + 0"       |
| 4t | Natnael Tesfatsion | Drone Hopper-Androni Giocattoli | + 0"       |
| 5è | Andrea Vendrame    | Itàlia                          | + 0"       |
| 6è | Maxime Bouet       | Arkéa-Samsic                    | + 0"       |
| 7è | Tony Gallopin      | Trek-Segafredo                  | + 0"       |
| 8è | Antonio Tiberi     | Trek-Segafredo                  | + 0"       |
| 9è | Marc Hirschi       | UAE Team Emirates               | + 0"       |
| 10è | Alessandro Verre   | Arkéa-Samsic                    | + 0"       |